# Mirrinunte
Mirrinunte (in greco antico: Μυρρινοῦς?, Myrrinûs) era il nome di un demo dell'Attica situato sulla sua costa orientale ad est di Prasie, presso l'attuale Merenda.

## Descrizione
Nel demo erano presenti numerose istituzioni religiose, che veneravano Zeus, Artemide Colenide e Dioniso. Durante gli scavi archeologici è stato rinvenuto un tempio di Afrodite, che è stato considerato dagli studiosi un bordello sacro. Sotterrata in una fossa è stata rinvenuta anche la statua di Phrasikleia, opera di Aristion di Paros.